# 奪命無聲
是一部2012年的美國新黑色犯罪電影，由安德魯·多明尼克執導，主演是畢·彼特，本片改編自喬治·V·希金斯的1974年小說《溫柔的殺戮》（Cogan's Trade）。本片於2012年5月22日在第65屆坎城影展上首映，獲得正面的評價。電影講述一家受黑幫保護的撲克賭局被三名愚蠢的罪犯搶劫後，當地的犯罪經濟隨即崩潰。殺手傑克·科根（Jackie Cogan）被雇用追殺肇事者，以重整地下秩序。

## 演員
- 畢·彼特 飾 傑克·科根（Jackie Cogan）
- 史考特·麥奈利 飾 Frankie
- 賓·曼迪臣 飾 Russell
- 李察·贊堅斯 飾 Driver
- 占士·簡東費尼 飾 Mickey
- 雷·李歐塔 飾 Markie Trattman
- 森·舒柏 飾 Dillon
- Slaine（英语：Slaine (rapper)） 飾 Kenny Gill
- 文森特·庫拉托拉（英语：Vincent Curatola） 飾 Johnny Amato
- 馬克斯·凱塞拉 飾 Barry Caprio
- 特雷弗·隆恩（英语：Trevor Long (actor)） 飾 Steve Caprio
- Linara Washington 飾 妓女

## 外部連結
- 互联网电影数据库（IMDb）上《Killing Them Softly》的资料（英文）
- AllMovie上《Killing Them Softly》的资料（英文）
- 爛番茄上《Killing Them Softly》的資料（英文）
- Metacritic上《Killing Them Softly》的資料（英文）
- Box Office Mojo上《Killing Them Softly》的資料（英文）